# 外星科技
中山外星文教科技股份有限公司、通称外星科技（がいせいかぎ）は、中華人民共和国の中山市に本社があるゲームソフト開発会社である。1993年に福州市にて設立された。独自仕様の無版権ファミコンゲームを大量に無断開発、中国国内に販売した問題企業である。

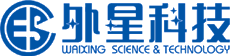
外星科技のロゴ。

中国の1980年代生まれ（80后世代）にとっては、ファミコン互換機時代の福州外星電脳科技有限公司（ふくしゅうがいせいかぎゆうげんこうじ、英語: Fuzhou Waixing Computer Science & Technology Co.,LTD.）の名で知られている。

## 概要
中国で1980年代に生まれ、「紅白機」と呼ばれるファミコン互換機に少年時代を捧げた80后世代にとって、外星科技は、紅白機にソフトウェアを供給した代表的な中国国内のメーカーの一つとして知られている。1990年代半ばには｢中国的任天堂､世界的外星人｣（中国の任天堂、世界の外星人）のコーポレートメッセージを掲げ、国家版権局にも認められた数百の独自版権を有していた。ただし実際は、多くの作品が日本向けのソフトを独自に中国語に翻訳してリリースしただけの海賊版であったことが、現在は大人になった80后世代の知るところとなっている。
また、外星科技は、人気ゲームの続編の独自開発も行った。この時期の外星科技が紅白機向けにリリースした作品として特に有名なのが、『魂斗罗』シリーズの続編『超级战魂』（1996年。ちなみに『スーパー魂斗羅』とは全くの別物である）と、『金庸群侠传』（台湾・智冠科技が1996年に発売した、台湾の人気DOS用ゲーム）シリーズの続編『英烈群侠传』（1998年）である。単なる海賊版メーカーではなく、他メーカーの著作物を引用しながらソフトの独自開発を行っていたという点で、南晶科技と並ぶ代表的な山寨ゲームメーカーとされる。
外星科技は大陸におけるPCゲームの最初期のメーカーでもあり、1998年に大金をかけて『侠义豪情传：禁烟风云』を制作。しかし当時は紅白機の全盛期と言うこともあり、商業的には失敗に終わった。
1990年代後半には、日本語のゲームを漢化しただけの海賊版ゲームや、他社の著作物を部分的に引用した山寨ゲームを作りながらも、オリジナルのゲームの開発を行うまでに成長し、自社製品の著作権を侵害する他社を訴えるまでになる。2001年には、外星科技が版権を所有する『楚汉争霸』と『战国群雄』の海賊版を製作していたメーカーを訴えて勝訴している。それまでゲームの著作権侵害が野放しとなっていた中国において、これは中国でのゲームの著作権侵害における古典的な判例とされる。
2004年より、中国最大手のファミコン互換機メーカーである小覇王公司、および小覇王が拠点を置く中山市政府と提携しており、小覇王の子会社の一つである小霸王教育電子に中山市政府と共同出資している。
2009年、中山市政府より5000万元の補助金を得て、福州から中山市三角鎮にある「中山ソフトウェアパーク」に移転し、「中山外星文教科技」として組織を再編。現在もゲームメーカーとして体感ゲーム機などを製造してはいるが、主な開発環境はAndroidであり、もうファミコンやゲームボーイカラーでのゲーム開発は行っていない。ただし、体感ゲーム機のゲームジャンルの中に自社のファミコンゲームが入っているものがある。

## 作品一覧
FC互換機時代は中国国内最大手ゲームメーカーの一つであった。外星科技のゲームは基本低品質、酷い音楽、貧弱なプログラムなどの特徴（勿論例外もあるが）があり、何度もパッケージを変えて再発売しているため全てのパッケージを集めるのは非常に困難である。
その内の一つとして、"光明與黒暗　続戦篇（奇寶小英豪）"というシャイニングフォースの影響を受けたゲームの箱は何度もパッケージを変えて再発売していたケースとして存在する。
外星科技のゲームは無許可の移植や日本のファミコンのゲームの翻訳が多い。ただし、南晶科技と違いオリジナルゲームも制作していた。「版権所有」とパッケージやカセットにあるが、南晶科技と違い著作権リストに載っていることが判明している。また、1996 - 1997年までのゲームは簡体字混じりの繁体字メインが多かった（そのため、台湾や韓国でも出回っていた）。
(作品一覧)
- 三国志英傑伝 - 光栄の三国志英傑伝の移植（後に三国忠烈伝[10]として移植）でなく、天地を喰らうを中国語に翻訳した物。
- 三国志III - 三国志IIIの移植でなく、三国志 中原の覇者を中国語に翻訳した物。
- 勇者斗悪龍シリーズ - ドラクエを中国語に翻訳した物が多いが、勇者斗悪龍VIIはドラクエと関係のないオリジナル？のRPGである。
- 外星戦士1、2 - MDのファンタシースター 千年紀の終りにの移植。ただ、音楽と一部のモンスターはオリジナルであり、設定も何箇所か改変している[11]。1と2の違いはアニメーション枚数、エアキャッスルの存在、回復テクニック使用後表示されない、カットシーンの枚数、OPの違いなど[12]。
- 超級大富翁 - 中華圏で非常に人気のあるPC向けボードゲームシリーズで、これは大富翁シリーズの一つである大富翁2を移植した物。
- 生化危机 - 初代バイオハザードのPS版の移植。一時期、日本でもニコニコ動画で話題になった。
- 三国志 雄覇天下 - 光栄の三國志Vの移植。
- 寵物小精霊 紅版 - 実際はポケットモンスター ピカチュウの移植。外星のゲームの移植ではかなり出来の悪い方に入る。これも一時期、日本でもニコニコ動画で話題になった。
- 欧陸之戦（争覇世紀） - 光栄のヨーロッパ戦線の移植だがシステムはかなり簡略化された。FCでは珍しいジャンルのRTSであり、外星のゲームの中ではそこそこ出来がいい。だが、曲の出来の差がかなりある。
- 決戦太平洋（大航海VII） - 中国では問題作となった光栄の提督の決断の移植。提督の決断IIIが中国での抗議が起こった年（1996年）の時に発売されたので、そのため説明書とゲーム中では一部違う所がある[13]。例えば、ゲーム中は1941年が2041年になっていたり（説明書ではXXXX年）、ゲーム中は拉盟軍隊、那沙軍隊(説明書では倭国（日本の別の言い方）、美国（アメリカ）から選んだりなど...政治の検閲を回避するために改変している。外星のゲームの移植ではかなり出来がいい。
- 爆笑三国 - 外星科技のオリジナルゲームの一つ。ギャグ調の三国志のSRPG。外星科技のゲームではかなり出来がいいが、音楽ドライバはスーパー魂斗羅 エイリアンの逆襲の物を使用している。
- 三十六計 - 外星科技のオリジナルゲームの一つ。その名の通り、三十六計をテーマとしたボードゲームで、操作キャラから始皇帝・西施・南郭先生が登場する。
- 林則徐禁煙 - 外星科技のオリジナルゲームの一つ。阿片戦争を舞台としたARPG。
- 天王降魔伝 - 外星科技のオリジナルゲームの一つ。天部の武神・守護神を題材としたベルトアクション。
- 大富翁II 上海大亨 - 外星科技のオリジナルゲームの一つ。超級大富翁の続編だが、全くの別物である。
- 魔神法師 - 外星科技のオリジナルゲームの一つ。西遊記を題材としたRPG。
- 楊家将 - 外星科技のオリジナルゲームの一つ。その名の通り、楊家将を題材としたSRPG。

などがある。